# 兵荒馬亂的愛情
《兵荒馬亂的愛情》，是2017年兩岸合拍的網路電影，由沈建宏、卓文萱、陳向熙、有激人、應蔚民、林幸潔領銜主演。2017年5月1日開鏡，2018年12月11日於愛奇藝首播。

## 演員列表

### 主要演員
| 演員          | 角色   | 介紹 | 登場集數 |
| 沈建宏        | 曾浩兵 |      |          |
| 卓文萱        | 莫亂   |      |          |
| SpeXial-Teddy | 張荒   |      |          |
| 卓毓彤        | 馬曼莉 |      |          |
| 金鏞          | 周曉正 |      |          |
| HYHY          | 暴龍   |      |          |
| 應蔚民        | 老盧   |      |          |

## 網路電影歌曲
| 曲別   | 歌名 | 演唱者 | 作詞 | 作曲 |
| 片頭曲 |      |        |      |      |
| 片尾曲 |      |        |      |      |
| 插曲   |      |        |      |      |

## 製作團隊
- 導演：林世勇
- 編劇：馬健、陳怡璇
- 製作人：戎俊義
- 製作公司：九鼎娛樂傳媒有限公司

## 爭議
- 拍攝地點位於中央大學，因拍攝時間選在上下課的尖峰時段，封住連接學生宿舍、綜教館、管理學院和理學院的重要校園要道「百花川」，並無事先通知，也沒有規劃任何應對措施，影響師生。[1]

## 外部連結
- 兵荒馬亂的愛情的Facebook專頁